# Iglesia de la Anunciación de la Santísima Virgen María en Guayaquil

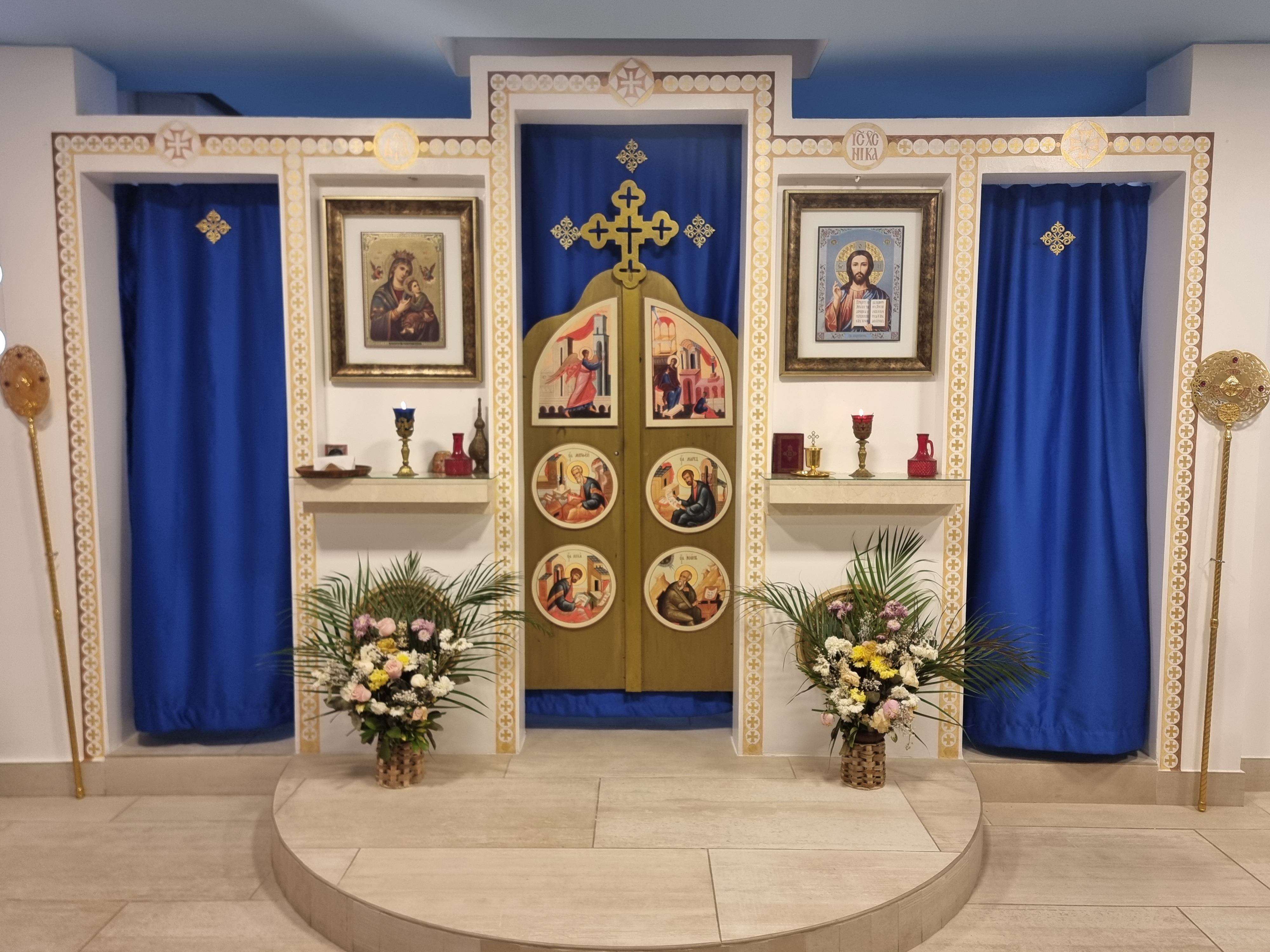
Iglesia de la Anunciación de la Iglesia Ortodoxa Serbia en Guayaquil, Ecuador.

El templo de la Anunciación de la Santa Madre de Dios es el templo de la Iglesia Ortodoxa Serbia en Guayaquil, la segunda ciudad más poblada de Ecuador, y es también el primer templo ortodoxo de ese país. Fue consagrada en el año 2022.

## Historia
Los creyentes ortodoxos en Ecuador se han estado reuniendo desde el año 1982 , pero la Iglesia Ortodoxa Serbia sólo en el año 2012 comenzó a enviar un sacerdote una vez al mes para servir a los fieles en este país. 
La Iglesia Ortodoxa Serbia estableció una diócesis para América del Sur en el año 2011 y nombró al Metropolita Amfilohije como su administrador.  En el año 2015 . El Metropolitano Amfilohije nombra al recién ordenado Hieromonje Rafael como el primer párroco permanente de la ciudad de Guayaquil y de todo el Ecuador.  El Padre Rafael, junto a sus feligreses y con la ayuda del Metropolita Amfilohije, construyó el primero templo y monasterio ortodoxo del Ecuador, el cual fue consagrado el 13 de noviembre de 2022. 
El templo está dedicado a la Anunciación de la Santa Madre de Dios, bajo el liderazgo espiritual de la Iglesia Ortodoxa Serbia. La Iglesia fue consagrada por el obispo Kiril de Buenos Aires y Sur Centroamérica, y con el concelebraron el vicario de la diócesis para Ecuador y Perú, el archimandrita Rafael; el hieromonje Simeón, vicario de la diócesis de Colombia; el recién ordenado presbítero Basilio (González), el segundo párroco en Guayaquil y el arcipreste Stavrophor Danilo, sacerdote de la iglesia ortodoxa rumana, misionero en Quito . 
Muchos inmigrantes de Oriente Medio (libaneses, sirios y palestinos) viven en Ecuador hoy, quienes son de fe ortodoxa y para quienes la presencia de un sacerdote ortodoxo en Ecuador es un vínculo entre ellos y sus orígenes ortodoxos.  Asimismo, en el Ecuador viven muchos pueblos eslavos que participan regularmente en los servicios religiosos (rusos, ucranianos, bielorrusos, búlgaros, macedonios y algunos serbios). Según palabras del obispo Kiril, los ecuatorianos también recibieron muy sinceramente la ortodoxia con el padre Rafael.  Los ecuatorianos ortodoxos constituyen la mayoría de los creyentes en esta parroquia.

## Galería
3. Unirse al servicio parroquial y casarse en Ecuador
4. Se consagró la primera iglesia ortodoxa en Ecuador
5. Monseñor Kirilo en Windsor: "Montenegro es una piedra de fe"